# Dropkick

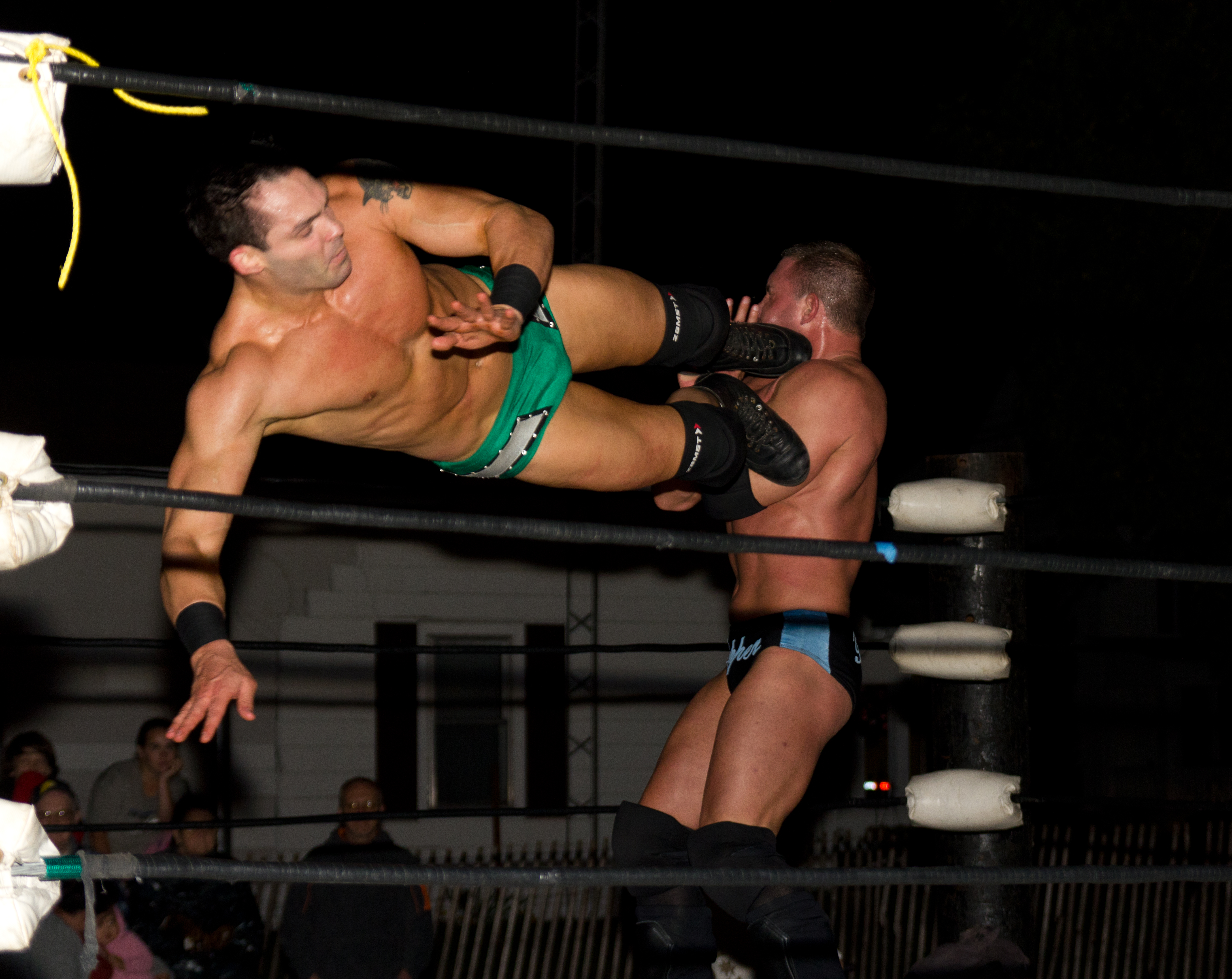
Shawn Spears wykonujący Standing dropkick.

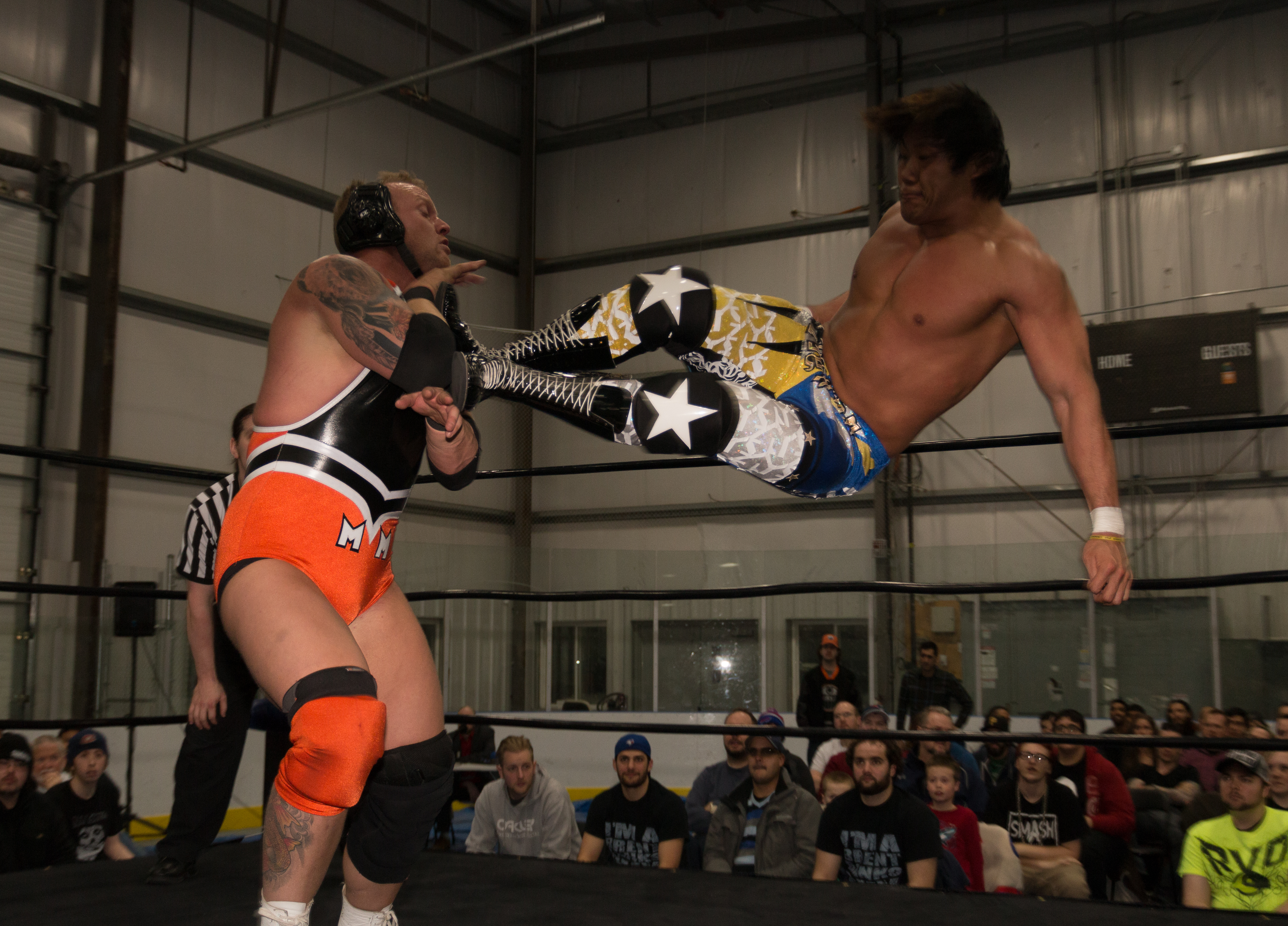
Manewr typu dropkick.

Dropkick (pol. spadające kopnięcie) – rodzaj kopnięcia używanego w wrestlingu, który polega na wyskoku, kopnięciu w locie przeciwnika obiema nogami i efektownym upadku. Działanie to jest często wykonywane przez lekkich zawodników (zwykle wrestlerów klasy cruiserweight), ważących mniej niż 100 kg, którzy często wykonują ten manewr w bardzo efektowny sposób. Dropkicki wykonywane są na ogół na klatkę piersiową przeciwnika, jednak ataki mogą również dotyczyć głowy, pleców, rąk i nóg oponenta. Za wynalazcę tej akcji uznaje się Josepha Savoldiego, który dzięki tej akcji otrzymał przydomek „Jumping Joe”.

## Warianty w wrestlingu

### Baseball slide
(pol. Wślizg bejsbolowy). Wrestler nabiera rozbiegu po czym wykonuje wślizg w nogi przeciwnika. Na ogół manewr ten wykonywany jest wtedy, gdy przeciwnik stoi poza ringiem, a drugi wrestler wykonuje wślizg uderzając nogami w jego klatkę piersiową lub głowę pod dolną liną ringu. Manwer ten używany jest również z połączeniem akcji irish whip – wrestler odbija się od lin, nabierając rozbiegu po czym wykonuje wślizg i kopie przeciwnika obiema nogami. Nazwa manewru pochodzi od charakterystycznego wślizgu wykonywanego podczas meczów bejsbolu w momencie zdobywania bazy.

### Corner dropkick
Ten manewr typu dropkick wykonywany jest w momencie gdy przeciwnik znajduje się w narożniku ringu – wrestler może wykonać dropkick z miejsca lub użyć wariantu z rozbiegiem (Running corner dropkick), kopiąc obiema nogami w powietrzu, umieszczonego w narożniku ringu przeciwnika (oponent może siedzieć na narożniku bądź może być oparty o narożnik). Manewru tego używał m.in. Gentleman Jack Gallagher. Istnieje również manewr o nazwie avalanche dropkick, gdzie obaj wrestlerzy znajdują się na narożniku ringu, a jeden z nich wykonuje dropkick zrzucając oponenta z narożnika poza ring – wrestler wykonujący manewr ląduje z kolei na macie ringu.

### Dropsault
Połączenie kopnięcia typu dropkick z manewrem o nazwie moonsault. Wrestler wykonuje standardowy dropkick na przeciwniku po czym od razu wykonuje salto do tyłu (moonsault) lądując na macie na brzuchu lub nogach. Działanie to spopularyzował Paul London podczas występów w federacji WWE. Manewr ten znany jest również jako backflip dropkick.

### Front dropkick
Również znany jako flying dropkick. Wrestler może wykonać ten dropkick z miejsca lub nabierając rozbiegu (Running front dropkick). W manewrze running front dropkick wrestler nabiera rozbiegu po czym obiema nogami uderza w klatkę przeciwnika, powodując jego odepchnięcie po czym wrestler wykonujący manewr ląduje na macie na plecach. W Japonii manewr ten spopularyzowali Takahiro Suwa i Yasushi Kanda. W Stanach Zjednoczonych manewru tego używał m.in. Finn Bálor.

### Leaping dropkick
Przeciwnik leży na ogół na dolnej lub środkowej linie albo znajduje się od strony zewnętrznej przy ringu. Wrestler wykonujący manewr leaping dropkick znajduje się również poza ringiem, nabiera rozbiegu po czym kopie ww. przeciwnika – z takiego działania korzystał m.in. Roman Reigns. Również wrestler, który znajduje się po zewnętrznej stronie ringu może wykonać ten manewr z rozbiegu, kopiąc oponenta, który znajduje się poza ringiem. Manewr ten spopularyzował Larry Chene na przełomie lat 50. i 60. XX wieku.

### Low dropkick
Standardowy dropkick z tym, że wrestler wykonuje to kopnięcie na nogi przeciwnika. Zobacz też: low kick.

### Missile dropkick
Znany również jako diving dropkick. Wrestler skacze z narożnika ringu na stojącego na macie przeciwnika.

#### Corner-to-corner missile dropkick
To również missile dropkick z tym, że wykonywany jest z jednego narożnika ringu do drugiego narożnika ringu (corner-to-corner). Na ogół manewr ten wykonywany jest z narożnika do narożnika umieszczonych na bokach ringu, rzadziej zaś po przekątnej ringu. Manewru tego po raz pierwszy użył Rob Van Dam, który nazwał go mianem Van-Terminator. Później manewr ten spopularyzował Shane McMahon, który wykonywał go pod nazwą Coast to Coast.

#### Ropewalk dropkick
Wrestler chodzi po górnej linie ringu po czym skacze na przeciwnika, kopiąc go w locie.

### Running single leg dropkick
Również znany jako single leg running dropkick. Manewr dropkick z wykorzystaniem tylko jednej nogi. Wrestler nabiera rozbiegu po czym skacze, wykonując w locie kopnięcie jedną nogą. Manewru tego jako finishera używał Hideo Itami oraz Drew McIntyre, który określił go mianem Claymore Kick.

### Somersault dropkick
Wrestler wykonuje w powietrzu przewrót w przód, w tym samym czasie uderzając nogami głowę lub klatkę piersiową przeciwnika. Manewr ten można wykonać z miejsca lub z wykorzystując rozbieg. Możliwe są również warianty typu springboard (z użyciem górnej liny ringu) lub avalanche (skacząc z narożnika ringu).

### Springboard dropkick
W tym wariancie manewru dropkick wrestler łapie za górną linę ringu, wskakuje na nią, po czym odbija się nogami od niej i wykonuje dropkick na przeciwniku. Z tego działania korzystali m.in. Rey Mysterio, Kofi Kingston czy Sin Cara. Istnieje również wariant o nazwie triangle dropkick, który spopularyzował Chris Jericho – ten manewr polega z kolei na tym, że wrestler odbija się od środkowej liny nogami, przeskakując przez kąt narożnika ringu i kończy działanie kopnięciem oponenta.

### Standing dropkick
Standardowy dropkick wykonywany z miejsca. Manewr ten często wykonywany był przez takich wrestlerów jak Hardcore Holly oraz Kazuchika Okada. Istnieje również wariant, w którym wrestler trzyma jedną ręką za głowę przeciwnika wykonując dropkick z miejsca – z tego działania korzystał często David Von Erich, a wariant ten spopularyzował z kolei Curt Hennig.

### Tiger feint dropkick
Wrestler nabiera rozbiegu (również przy użyciu akcji irish whip) po czym łapie rękoma górną i środkową linę, wskakując między złapane liny i kopiąc obiema nogami przeciwnika znajdującego się na zewnątrz ringu (oponent może też leżeć na środkowej linie). Działanie to spopularyzował Rey Mysterio, który używał tego manewru jako finishera o nazwie 619.

## Zawodnicy często wykonującydropkick
- Rey Mysterio
- Rob Van Dam
- CM Punk
- John Morrison
- Jeff Hardy
- Chris Jericho
- Randy Orton
- Kofi Kingston[4]

## Galeria

Animacja manewru typu dropkick.
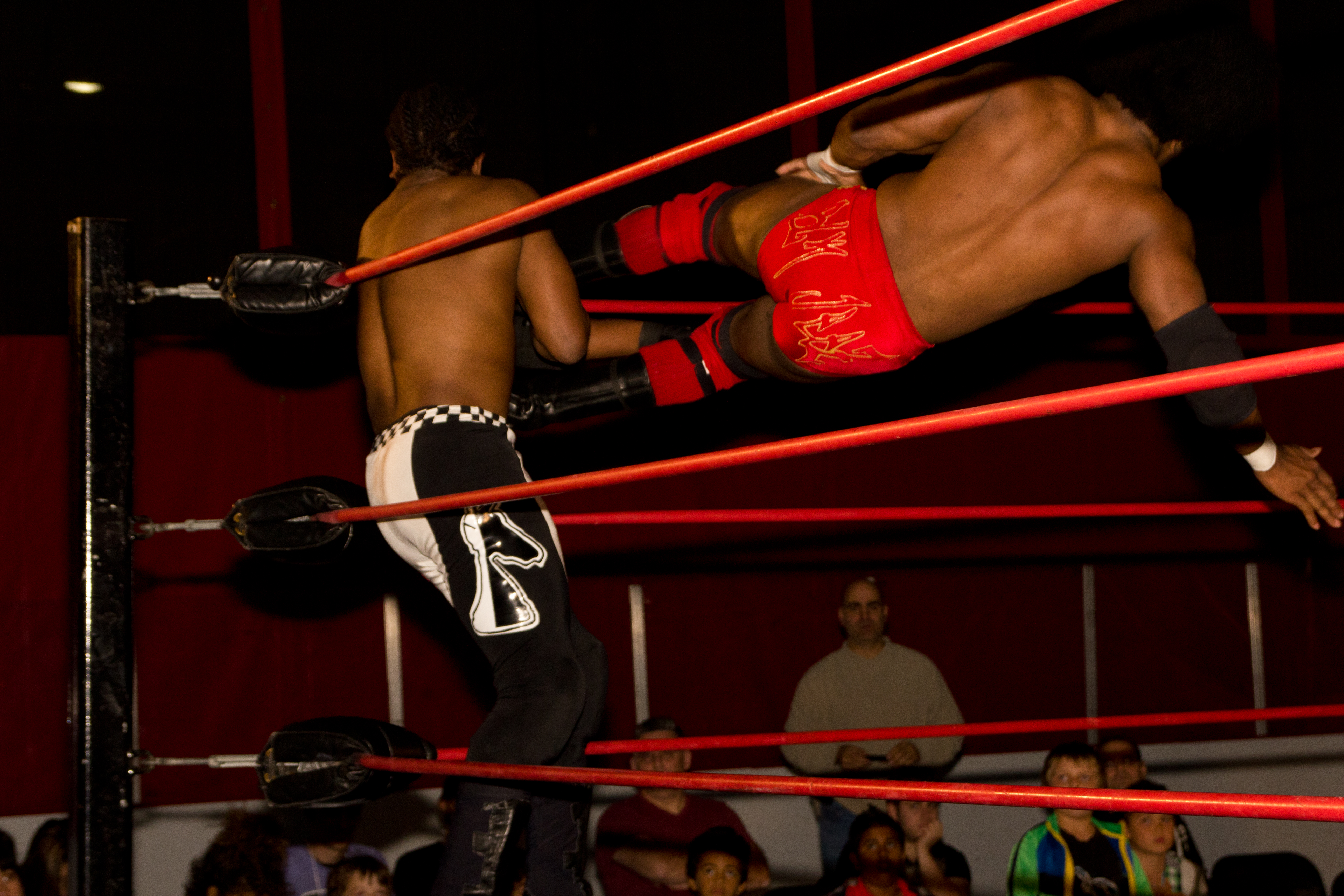
Corner dropkick.
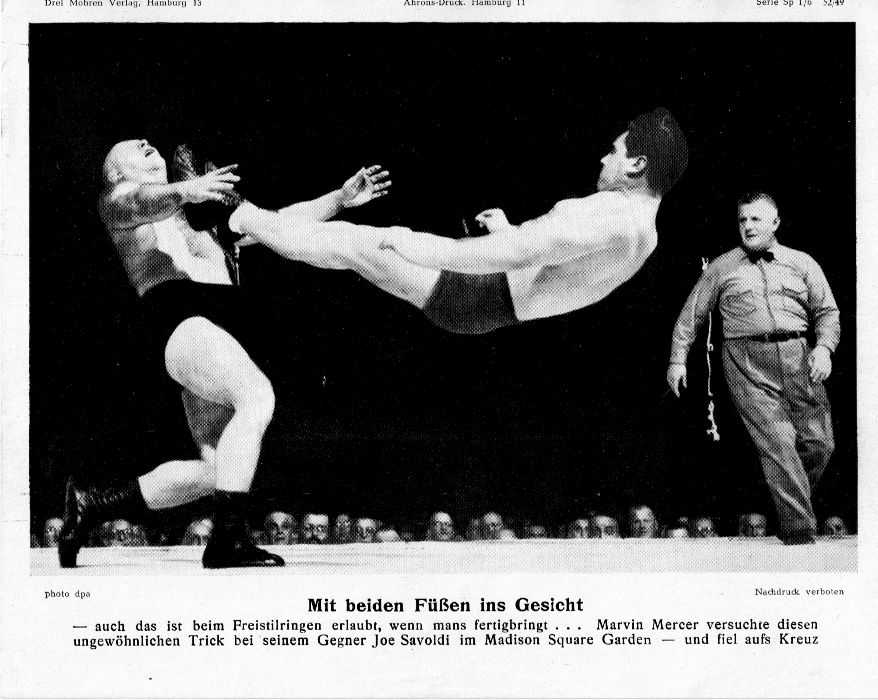
Joe Savoldi wykonujący dropkick podczas jednej z walk w Madison Square Garden w lipcu 1934 roku.
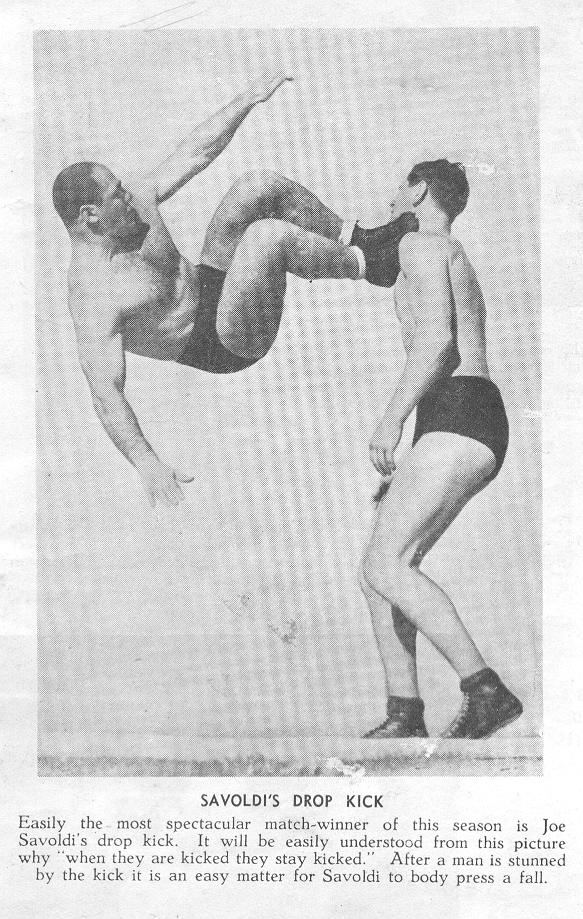
Joe Savoldi wykonujący dropkick. Australia, 1937 rok.